# Ofoten

Els districtes del comtat de Nordland
Districte d'Ofoten Nota: El mapa no es correspon amb les 5 regions tradicionals de Nordland, el Helgeland d'aquí es divideix en 3 districtes

Ofoten és un districte tradicional del comtat de Nordland, al nord de Noruega. Es compon dels municipis de Tysfjord, Ballangen, Evenes, Tjeldsund, Narvik, i Lødingen. Porten el nom del fiord principal, Ofotfjord, que està al centre d'aquest districte. El districte fa 6,542 quilòmetres quadrats i és la llar de 30,421 persones (2005), amb gairebé la meitat dels residents que viuen a la ciutat de Narvik.